# Josep Pintat Solans
Josep Pintat Solans (Sant Julià de Lòria, 21 de gener de 1925 - Barcelona, 20 d'octubre de 2007) fou un polític, empresari i home de negocis andorrà. Durant la seva carrera política fou Cònsol de Sant Julià de Lòria entre 1960 i 1963 i Cap de Govern d'Andorra entre 1984 i 1990.

## Biografia
Va neixer a Sant Julià de Lòria el 21 de gener de 1925 i, després de realitzar els estudis a Andorra, s'hi dedicà al món empresarial, especialment en els sectors tabacaler i bancari. Pintat començà la seva carrera política quan fou elegit conseller general a les eleccions generals de 1959 per la seva parròquia, fins principis de 1964. Entre els anys 1969 i 1970 fou nomenat Cònsol Major de Sant Julià de Lòria. Més tard, s'hi presentà a les eleccions al Consell General de 1981, quan fou reelegit conseller general.

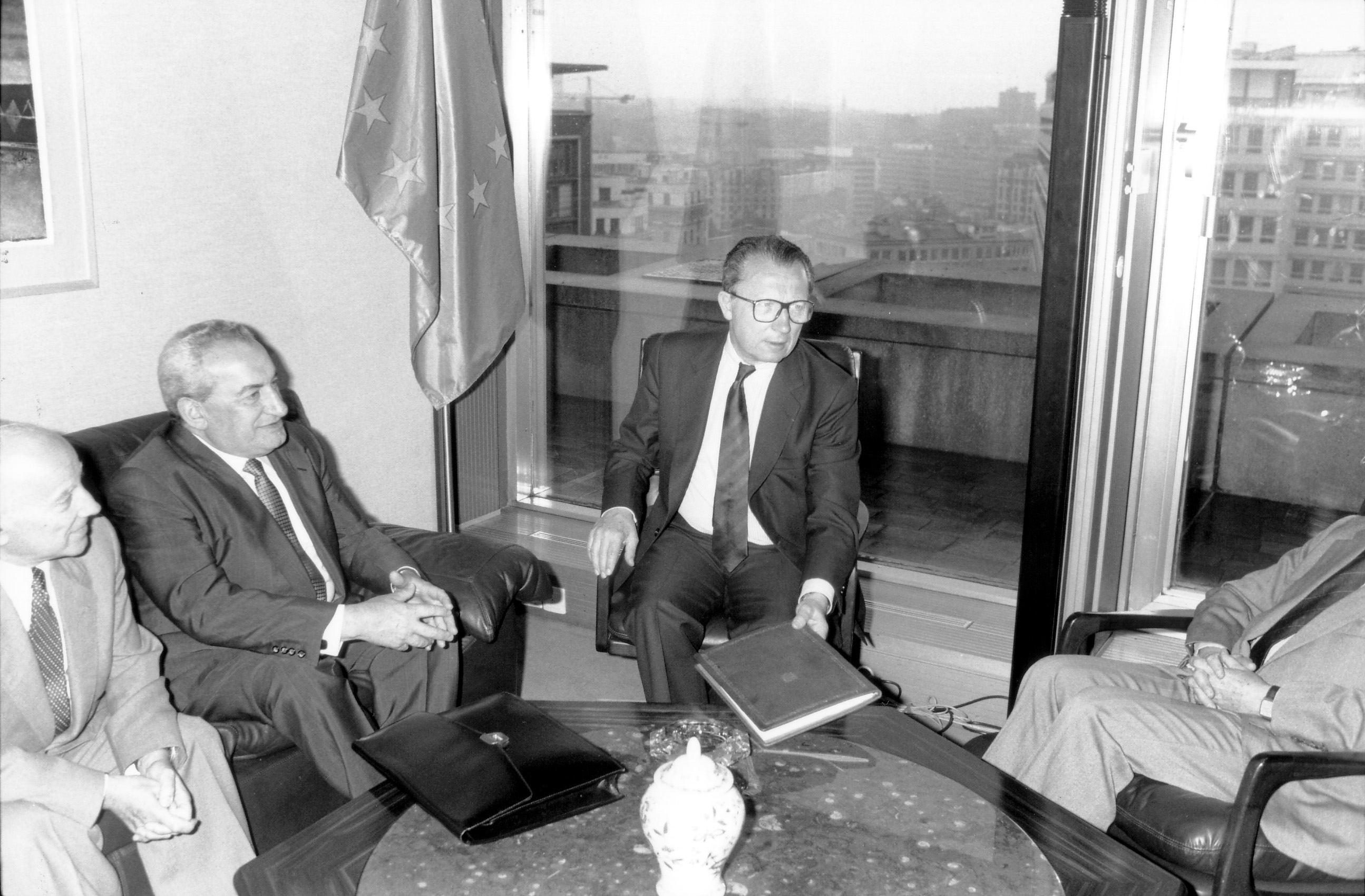
Pintat amb Jacques Delors (1988)

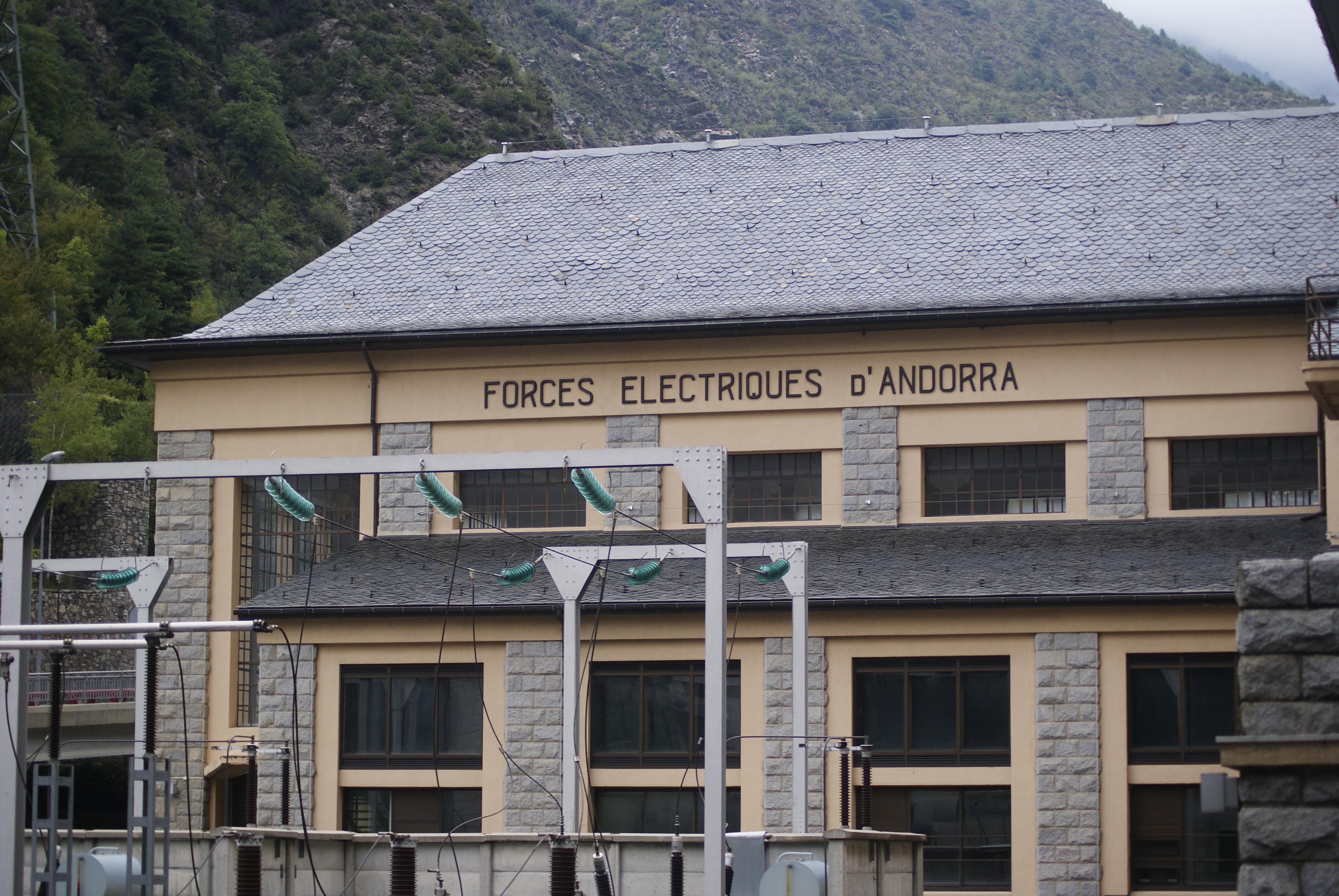
Central de FAHSA a Encamp

El 21 de maig de 1984 fou elegit com a nou Cap de Govern, el segon en la història d'Andorra, succeïnt l'anterior Cap de Govern Òscar Ribas Reig, qui havia dimitit per manca de suport parlamentari. Pintat tingué una primera legislatura breu, ja que aviat s'hi celebraren les eleccions al Consell General de 1985, on fou reelegit conseller general i, al seu torn, Cap de Govern per majoria absoluta. El seu gabinet fou el primer en la història amb una dona amb càrrec ministerial. Com a Cap de Govern, la seva acció més important com a president fou la negociació d'Andorra amb la Comunitat Econòmica Europea (CEE), aconseguint-ne l'estàtus de tercer país i una unió duanera. També nacionalitzà l'empresa mixta Forces Hidroelèctriques d'Andorra (FAHSA) creant-ne Forces Elèctriques d'Andorra (FEDA). Qui després fora Cap de Govern, el seu nebot Albert Pintat, va tenir diversos càrrecs en el seu govern, secretari personal del 1984 el 1985 i conseller general a partir del 1986.
Una vegada finalitzat el seu mandat el 12 de gener de 1990, despreés de les eleccions al Consell General de 1989, fou succeït a la caporalia de govern d'Andorra per Òscar Ribas; Pintat, com a ex-cap de govern, deixà la política activa i tornà al món empresarial. Al referèndum constitucional de 1993 votà en contra de l'aprovació de la constitució d'Andorra per creure que la llei electoral inclosa en aquesta perjudicava Sant Julià de Lòria; la llei en qüestió, igualava la representació parlamentària de totes les parròquies independentment del seu pes demogràfic.
El 20 d'octubre de 2007, després d'una llarga malaltia, va finar a Barcelona, on hi havia passat els darrers anys de sa vida. Josep Pintat deixà dona i tres fills, un d'ells Josep Pintat Forné, polític d'Unió Laurediana que exercí com a Cònsol Major de Sant Julià de Lòria i Conseller General. Les seves restes mortals foren traslladades i inhumades a la seva parròquia natal, Sant Julià de Lòria. Al funeral hi assistiren les primeres figures de la política nacional, oficiant la santa missa el Copríncep d'Andorra i Bisbe d'Urgell Joan Enric Vives i Sicília.

## Distincions honorífiques
- Placa d'honor a títol pòstum de la Creu dels Set Braços, Principat d'Andorra (2024)[10]